# Strange Little Birds
Strange Little Birds is het zesde studioalbum van de Amerikaans-Schotse alternatieve rockband Garbage. Het album werd in 2016 uitgebracht op het eigen label Stunvolume. Strange Little Birds is het tweede album dat de band in eigen beheer heeft uitgebracht. Er is een single verschenen; Empty.

## Tracklist
Alle teksten zijn geschreven door Garbage, alle muziek is geschreven door Garbage.
| Nr. | Titel                           | Duur |
| --- | ------------------------------- | ---- |
| 1.  | Sometimes                       | 2:52 |
| 2.  | Empty                           | 3:55 |
| 3.  | Blackout                        | 6:32 |
| 4.  | If I Lost You                   | 4:12 |
| 5.  | Night Drive Loneliness          | 5:24 |
| 6.  | Even Though Our Love Is Doomed  | 5:26 |
| 7.  | Magnetized                      | 3:55 |
| 8.  | We Never Tell                   | 4:25 |
| 9.  | So We Can Stay Alive            | 6:01 |
| 10. | Teaching Little Fingers To Play | 3:58 |
| 11. | Amends                          | 6:04 |
| 12. | Fucking With You                |      |

## Credits

### Bezetting
- Shirley Manson (zang)
- Steve Marker (gitaar)
- Duke Erikson (bas)
- Eric Avery (bas tracks 2, 3, 7, 8, 9 en 11)
- Justin Meldal-Johnson (bas tracks 5 en 6)
- Butch Vig (drums)

### Productie
- Emily Lazar (mastering)
- Billy Bush (mix)
- Butch Vig (opname)